# Чорна Річка (Кабардино-Балкарія)
Чорна Річка (рос. Чёрная Речка) — село в Урванському районі Кабардино-Балкарії Російської Федерації.
Орган місцевого самоврядування — сільське поселення Чорна Річка. Населення становить 2587 осіб.

## Історія
Згідно із законом від 27 лютого 2005 року органом місцевого самоврядування є сільське поселення Чорна Річка.

## Населення
| 2002  | 2010  | 2012  | 2013  | 2014  | 2015  | 2016  |
| ----- | ----- | ----- | ----- | ----- | ----- | ----- |
| 2801  | ↘2587 | ↗2639 | ↗2692 | ↗2720 | ↘2706 | ↗2712 |
| 2017  | 2018  | 2019  | 2020  |       |       |       |
| ↘2707 | ↘2699 | ↗2724 | ↘2708 |       |       |       |